# جواثا
جواثا، مدينة السعودية في محافظة الاحساء شرق المملكة على  بُعد 17 كم من الجهة الشمالية الشرقية لمدينة الهفوف، فقد أسست مدينة جواثا الجديدة في 11 فبراير 2014، تضم مدينة جواثا ثلاث بلدات رئيسية وهي الكلابية والمقدام والحليلة، حيث تمتد إلى حدود بلدية الجرن وبلدية مخطط الصفا، وصولاُ إلى الواحة الخضراء في الجهة الجنوبية منها.

## تاريخ المدينة
تعتبر مدينة جواثا كنزاً تاريخياً للمملكة، لأنها كانت في القدم عبارة عن قصر أو حصن يستخدمه عبد القيس بالبحرين، وذكرت في كتاب صفة جزيرة العرب، وصفها الهمداني بأنها مدينة في البحرين، ودلّل على ذلك بالآثار وكسر الفخار والأدوات الحجرية التي عرفت بأنها تواجدت في العصر الحجري، واستقرت بها الأمم لغزارة العيون فيها وخصوبة تربتها الزراعية، وكانت جواثا محطة تجارية تمر بها القوافل المحملة بالبخور والعطور والسلع الثمينة، فهي تقع بعد ميناء العقير على الخليج العربي، ولها أهمية كبيرة قبل الإسلام وبعد الإسلام.

## الأحياء والبلدات
- بلدة الحليلة
- بلدة الكلابية
- بلدة المقدام
- حي البستان (أ)
- حي البستان( ب
- حي البستان (ج)
- حي البستان )د(
- إسكان المبسط

## المواقع الأثرية

### مسجد جواثا
من المعالم الاثرية التاريخية الموجودة في مدينة جواثا في محافظة الاحساء بالمملكة، بني في عهد الرسول محمد صلَّى الله عليه وآله وسلم وتشرف ببنائه سكان بلاد البحرين، حيث 

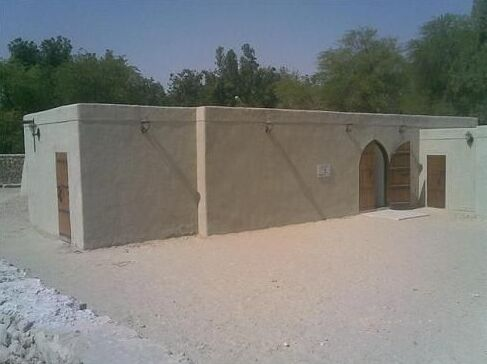
مسجد جواثا الاثري

أنهم بادروا بالإسلام طوعاً وليس كرهاً، وتشرفوا بمدح النبي عليه الصلاة والسلام لهم، وجاء اسم المسجد من أصل كلمة جأث الرجل، وهذا يعني وجود حصن بالموقع يجعلهم يلجأون إليه عند الفزع، ويعتبر موقع جواثا الآن موقع كثبان رملية تظهر به الكثير من المنخفضات التي تدل على الإقامة في تلك المنطقة منذ قديم الزمان، وتوجد بالموقع أيضا مجموعة كبيرة من التلال الأثرية التي تغطيها الرمال وتنتشر فوقها أصناف عديدة من الأشغال الفخارية والخزفية، وكِسَر الزجاج الملون والأبيض الشفاف.
ومسجد «جواثا» بناه بنو عبد قيس في العام السابع للهجرة، وهو محط اهتمام الباحثين والمسلمين ممن سمعوا به أو عاشوا في جواره، لكونه يحمل شرف أنه ثاني مسجد أقيمت فيه صلاة الجمعة ليصبح معلماً إسلامياً وسياحياً، يشكل ثقافة وهوية أبناء المنطقة.

### عين جواثا
عين جواثا من المناطق الآثرية المتواجدة في جواثا يطلق عليها أهل جواثا اسم عين الجثي، ، وهي عبارة عن بئر محفورة في الصخور، يبلغ محيطها أربعة أمتار ونصف، وتحتوي اليوم على حجارة من الداخل.

### قصر بنت قنيص
يقع قصر و عين بنت قنيص في بلدة الكلابية شمال شرق مدينة الهفوف و شرق مدينة المبرز التي تعتبر من البلدات الشمالية الشرقية بمحافضة الأحساء و تقع على بعد 1كم من مدينة جواثا التاريخية حيث مثلث القلعة حصنا لجنود الدول السعودية المتتابعة.

## المواقع السياحية

### منتزه جواثا
ومنتزه جواثا من أروع منتزهات الاحساء ويضم أكثر من 20 ألف شجرة بجانب المسطحات الخضراء، كما يضم بحيرة كبيرة تُمكن أفراد العائلة والأصدقاء من الاستمتاع بأخذ جولة بها عن طريق القوارب، ويحتوي المنتزه أيضا على ملاعب رياضية مجهزة بأقوى التجهيزات ومنطقة خاصة بألعاب الأطفال، وأهم ما يميزه وجود مسجد جواثا المسجد الأثري الذي أقيمت به ثاني صلاة جمعة في الإسلام، يعمل منتزه جواثا طوال أيام الأسبوع من السبت إلى الأربعاء منذ الساعة السادسة صباحا وحتى الساعة الثانية عشر منتصف الليل، أما يومي الخميس والجمعة فيعمل على مدار 24 ساعة لإعطاء الفرصة للجميع بالاستمتاع بالعطلة وقضاء أوقات مميزة
يحتوي منتزه جواثا السياحي على العديد من المطاعم والمقاهي المتنوعة والأكشاك، حيث يتميز بالطابع التراثي والثقافي الذي تظهر في كافة المناطق بداخلها، ويستمتع زائروه بقضاء الوقت في متابعة الأنشطة المختلفة والألعاب الرياضية المتنوعة، بالإضافة إلى وجود مناطق خاصة ومراكز للرياضات المتنوعة كالطيران الشراعي وركوب القوارب، ووجود مساحات مخصصة للتخييم الشتوي، ولعاشقي الصور والتصوير يستطيعون التقاط أروع الصور لروعة المناظر والمناطق بتلك المدينة الاثرية الرائعة.

## المرافق العامة
- مستشفى الحليلة للصحة العامة
- مركز صحي الكلابية